# 成駒
成駒（なりごま）とは、チャトランガ系統のボードゲームにおいて、盤上に存在する特定の駒が、別の動きが出来るように変化したものである。英語では成ることをpromotion（プロモーション、昇進）と呼び、例えばと金なら昇格した歩 (promoted pawn) という表現である。

## 日本の将棋類
日本将棋では駒を裏返すことで成駒に変わったことを示す。駒の裏には成駒の名前が書かれており、成れない駒は裏に何も書かれていない。成駒に変わる前の駒を「生駒（なまごま）」、成駒に変わることを「成る」、成れる状況ながら敢えて生駒のままで指すことを「不成（ならず）」という。不成が認められていない状況（必ず成らなければならない）になる駒も存在する。一度成ると、敵に取られて持ち駒とならない限り元の駒には戻れない。
成駒により性能は様々で成駒になって強くなるものもあれば、なかには動きが全く変わってしまう駒や弱くなる駒も存在する。駒の成り方は将棋によって二つに分けられる。
敵陣に侵入したとき。
本将棋・中将棋・大将棋・天竺大将棋・大局将棋等の多くの将棋がこれに相当する。不成を選択することができる（不成の結果、行き所がなくなる場合は基本的に成らなければならない）。また侵入後に敵陣内で駒を移動させている限りいつでも移動後に成れるほか、敵陣内から出した直後にも成ることができる。本将棋など持ち駒制度のある将棋類では持ち駒を成った状態では打つことはできないが、相手の陣地に打った後はどこに移動させても成れる。
駒を取ったとき。
大大将棋・摩訶大大将棋・泰将棋の場合がこれに相当する。また中将棋では敵陣の駒を取ったときに、廣将棋では特定の駒を取ったときに成るという条件もある。中将棋で敵陣の駒を取ったときを除き、不成を選択することはできない。
将棋類の成駒は、成駒の動きと元の駒の動きとの関係で次の4つに分類することができる。多くは類型1または類型2である。
- 類型1：成駒の動きが元の駒の動きを完全に含んでいるもの。つまり成ると完全に強くなるもの。
- 類型2：成ると新しい動きが加わると同時に元の駒の動きの一部または全部を失うもの。
- 類型3：成っても動きが全く変わらないもの。
- 類型4：元の駒の動きが成駒の動きを完全に含んでいるもの。つまり成ると完全に弱化してしまうもの。

これらの他に、成ることのできない駒もある。

### 本将棋
- 類型1：飛車→竜王（斜めに1マス動けるようになる）、角行→龍馬（縦横に1マス動けるようになる）、歩兵→と金（斜め前、横、後ろに1マス動けるようになる）
- 類型2：銀将→成銀、桂馬→成桂、香車→成香（すべて金将の動きとなり、もともと持っていた駒の動きは失う。例外的に香車のみ端に近く1マスしか動けない場合、成っても実際に動けるマスが減らない）
- 類型3・類型4：該当なし
- 成ることのできない駒：玉将、金将
- 本将棋では、類型2に該当する銀将・桂馬・香車については、成るか成らないかについて慎重な検討を要することもある。それに対して、類型1に該当する飛車・角行・歩兵は、通常は成りが選択されるが、次に示すように、極めて稀に飛車・角行・歩兵の不成が戦略上有効になるケースもある。対局で見られることはほとんどないが、局面を自由に設定できる詰将棋では意図的に発生させられる。
  - 打ち歩詰め誘致：成ってしまうと自玉の打ち歩詰めが解消されてしまう局面で、不成にすることで敢えて自玉の守備を弱め、相手に持ち駒の歩を打ち歩詰めによって打てなくさせること。詰みを逃れたり、特に詰将棋では玉方の手数延ばしの効果が現れたりする。
  - 打ち歩詰め回避：成ってしまうと後で打ち歩詰めの反則で詰まなくなるところを、不成にして利きを弱くすることによって詰ませること。実戦では珍しいが、詰将棋ではしばしば出現する。
  - 千日手誘致：成ると不利になる局面で、不成にすることによって千日手に持ち込むこと（相手にとっては千日手にしないと不利になる）。
  - 千日手回避：かつては千日手の定義が「同一手順3回」であったため、成と不成を使い分けるなどをして手順を変えることで、千日手指し直しを避けつつ同一局面を繰り返すことができた。1983年5月に規定が改正され、千日手の定義が「同一局面4回」となったことで、この手法は不可能となっている。
  - 500手経過時に王手をかけてしまうことにより即持将棋とならず、その後逆王手をかけられ敗北する場合。
- この他、手として最善というわけではないものの、秒読みに追われるなどして駒を裏返す余裕がない場合には、持ち時間の節約で飛車・角行・歩兵の不成が出現するケースも稀にある[2]。
- 本将棋のルールから生じる戦略ではないが、コンピュータ将棋ではメリットのない不成を読みから外していることがあり[3]、対コンピュータ戦では読み筋を外すために不成を行う例がある。将棋電王戦FINALの第2局（Selene対永瀬拓矢）では、永瀬勝勢で迎えた最終盤に、事前研究でSeleneがこの種の不成を認識できないことを知っていた永瀬が角不成の手を指し、その手を認識できなかったSeleneが別の手を指して、王手放置の反則負けとなった[4]。
- 不成のメリットが皆無であることが明らかな場合に不成を選択することは、相手への侮辱でありマナー違反であるとする向きもある[5][6]。

### 中将棋
類型2であっても、小駒が走り駒になるなど、駒の動きが総体的に強力になる傾向がある。
- 類型1：醉象→太子（後ろに1マス動けるようになるだけでなく、玉将と同じ働きを持つようになる）、香車→白駒、麒麟→獅子、盲虎→飛鹿、角行→龍馬、反車→鯨鯢、龍王→飛鷲、龍馬→角鷹、飛車→龍王、歩兵→金将（と金）
  - このうち歩兵と麒麟については、前者は獅子の付け喰いに使えないルール、後者は先獅子のルールとの関連で、ごく稀に不成が戦略上有効になるケースもある。
- 類型2：金将→飛車、銀将→竪行、銅将→横行、猛豹→角行、鳳凰→奔王、竪行→飛牛、横行→奔猪、仲人→醉象
- 類型3・類型4：該当なし
- 成ることのできない駒：玉将、獅子、奔王

### 大将棋など
大将棋の場合は次の通り。中将棋のものに、成ると金将になる比較的弱い駒が加わったようなものであるが、その中でも類型1と類型2があり、特に類型2のうち猛牛と飛龍は成ることにより利きの数が8マスから6マスに減ってしまう駒で、成りによるデメリットが相対的にやや大きめである。
- 類型1：中将棋のものに加えて、鐵将→金将、石将→金将、悪狼→金将、嗔猪→金将
- 類型2：中将棋のものに加えて、桂馬→金将、猫刄→金将、猛牛→金将（特に敵陣の最も奥の段で成る場合は類型4と同じになる）、飛龍→金将
- 類型3・類型4：該当なし
- 成ることのできない駒：中将棋と同じ

類型3の例としては、大局将棋の中旗→前旗などがある。あくまでもオマケの意味合いである。
類型4の例としては、次のようなものがある。そのほとんどは摩訶大大将棋や泰将棋で成ると金将になる駒である。
- 摩訶大大将棋：夜叉→金将、狛犬→金将、金剛→金将
- 泰将棋：夜叉→金将、狛犬→金将、金剛→金将、飛鷲→金将、角鷹→金将、奔獏→金将、奔鬼→金将、鳩槃→金将、天狗→金将、金翅→金将、白象→金将、青龍→金将、白虎→金将、前旗→金将、玄武→金将
- 大局将棋：禽曹→禽吏

また、類型2であるが、成ることによるメリットが極めて少なく、デメリットの特に大きいものの例として、次のようなものが挙げられる。こちらもそのほとんどは摩訶大大将棋や泰将棋で成ると金将になる駒である。
- 平安大将棋：飛龍→金将、横行→金将
- 摩訶大大将棋：角行→金将、飛車→金将、鉤行→金将、右車→金将、左車→金将、摩𩹄→金将
- 泰将棋：角行→金将、飛車→金将、鉤行→金将、右車→金将、左車→金将、摩𩹄→金将、白駒→金将、鯨鯢→金将、飛牛→金将、走車→金将、孔雀→金将、兵士→金将、朱雀→金将
- 大局将棋：猛龍→大龍

大型将棋類の成りについて、歩兵→金将→飛車→龍王→飛鷲（中将棋ではここまで、天竺大将棋ではそれに続けて更に→飛将→大将）のように便宜的に繋げて説明されることはあっても、駒は2面しかないので複数回成ることはできない。例えば元々龍王の駒は成ることができ飛鷲になるが、飛車の成り駒としての龍王は当然これ以上成れない。
また禽将棋は6種類（左鶉と右鶉を区別すれば7種類）の駒のうち成れる駒は鷹と燕の2種類のみである。鷹→鵰は類型1、燕→鴈は類型2に該当するが、いずれも不成は認められていない。
和将棋の場合は次の通り。
- 類型1：鴟行→雲鷲、鶏飛→延鷹、猛鹿→行猪、猛狼→熊眼、烏行→飛鷹、盲犬→猛狼、燕羽→燕行、飛鷹→(⿰奚力)鷹、萑歩→金鳥
- 類型2：風馬→天馬、登猿→猛鹿、鳫飛→燕羽、牛車→歬牛、走兎→隠狐(敵陣侵入による成りの場合、その時点での盤面の利きは類型1と同じ)
- 類型3・類型4：該当なし
- 成ることのできない駒：靏玉・雲鷲・隠狐

### 比較表
次の表は、本将棋・中将棋・大将棋における駒の成りによる性能変化の詳細を示したものである。この表では、成れない駒（本将棋における玉将・金将、中将棋・大将棋における玉将・獅子・奔王）は掲載していない。天竺大将棋以上については駒の種類が多すぎるのと、動きが諸説ある駒も多いため、表からは省略している。
- 「敵陣の最も手前・敵陣2段目・敵陣1段目」の欄は、そこで成った場合の性能変化を示す。
  - ◎：完全上位互換への成り（類型1に相当）。
  - ☆：不成だと行き所がなくなるもの。本将棋ではルール上強制成り。中将棋では不成もルール上可。
  - □：成ってもその場所では性能変化のないもの（類型3に相当、白抜きの記号は表中になし）。
  - ＊：◎・☆に該当するもので、戦術上不成が有効になるケースが稀にあるもの（◎・☆の右側に付記）。
  - ●・★・■：◎・☆・□に該当するもので、元々完全上位互換への成りであり、敵陣内での移動でしか到達できず、かつ戦術上不成が有効になるケースが皆無であるため、戦術的にはそれ以前に成っているはずであると考えられるもの（それぞれの記号を黒く塗りつぶした記号で示す）。
  - ○：完全上位互換への成りではないが、利きのマス目の数としては増えるもの。
  - ◇：敵陣1段目の欄で使用。利きのマス目の数としては増えるが、後退能力が利きのマス目の数として劣るため使いにくくなるもの。
  - △：完全下位互換への成りではないが、利きのマス目の数としては減るもの。
  - ×：完全下位互換への成り（類型4に相当）。
  - －：ルール上起こりえないもの。
- 「盤面支配」の欄は、成ることにより手数をかければ行けるマス目について示す。
  - 無印：生駒でも成駒でも手数をかければどの地点にも行けるもの。
  - ☆：成って初めて後退可能になり、かつどの地点にも行けるようになるもの。
  - ◎：成って初めて別の縦の筋に行けるようになり、かつどの地点にも行けるようになるもの。
  - ○：生駒だと筋違いの場所に行けないが、成るとどの地点にも行けるようになるもの。
  - ×：生駒だとどの地点にも行けるが、成ると筋違いの場所に行けなくなるもの。

| 将棋の種類     | 表(生駒) | 裏(成駒)       | 敵陣の最も手前 | 敵陣2段目 | 敵陣1段目 | 盤面支配 |
| -------------- | -------- | -------------- | -------------- | --------- | --------- | -------- |
| 本将棋         | 飛車     | 龍王           | ◎＊            | ◎＊       | ◎＊       |          |
| 本将棋         | 角行     | 龍馬           | ◎＊            | ◎＊       | ◎＊       | ○        |
| 本将棋         | 銀将     | 成銀           | ○              | ○         | ◇         |          |
| 本将棋         | 桂馬     | 成桂           | ○              | ☆         | ☆         | ☆        |
| 本将棋         | 香車     | 成香           | ○              | ◎＊       | ☆         | ☆◎       |
| 本将棋         | 歩兵     | と金           | ◎＊            | ◎＊       | ☆         | ☆◎       |
| 中将棋・大将棋 | 醉象     | 太子           | ◎              | ●         | ●         |          |
| 中将棋・大将棋 | 金将     | 飛車（金飛車） | ○              | ○         | ◎＊       |          |
| 中将棋・大将棋 | 銀将     | 竪行           | ○              | ○         | ○         |          |
| 中将棋・大将棋 | 銅将     | 横行           | ○              | ○         | ◎         |          |
| 中将棋・大将棋 | 猛豹     | 角行（小角）   | ○              | ○         | ○         | ×        |
| 中将棋・大将棋 | 香車     | 白駒           | ◎              | ◎         | ☆         | ☆◎       |
| 中将棋・大将棋 | 麒麟     | 獅子           | ◎＊            | ◎＊       | ◎＊       | ○        |
| 中将棋・大将棋 | 鳳凰     | 奔王           | ○              | ○         | ○         |          |
| 中将棋・大将棋 | 盲虎     | 飛鹿           | ◎              | ●         | ●         |          |
| 中将棋・大将棋 | 角行     | 龍馬           | ◎              | ◎         | ◎         | ○        |
| 中将棋・大将棋 | 反車     | 鯨鯢           | ◎              | ◎         | ◎         | ◎        |
| 中将棋・大将棋 | 龍王     | 飛鷲           | ◎              | ◎         | ◎         |          |
| 中将棋・大将棋 | 龍馬     | 角鷹           | ◎              | ◎         | ◎         |          |
| 中将棋・大将棋 | 飛車     | 龍王           | ◎              | ◎         | ◎         |          |
| 中将棋・大将棋 | 竪行     | 飛牛           | ○              | ○         | ○         |          |
| 中将棋・大将棋 | 横行     | 奔猪           | ○              | ○         | ○         |          |
| 中将棋・大将棋 | 歩兵     | 金将（と金）   | ◎＊            | ◎＊       | ☆＊       | ☆◎       |
| 中将棋・大将棋 | 仲人     | 醉象           | ○              | ○         | ○         | ◎        |
| 大将棋         | 鐵将     | 金将           | ◎              | ●         | ★         | ☆        |
| 大将棋         | 石将     | 金将           | ◎              | ●         | ★         | ☆        |
| 大将棋         | 桂馬     | 金将           | ○              | －        | ☆         | ☆        |
| 大将棋         | 猫刄     | 金将           | ○              | ○         | ◇         | ○        |
| 大将棋         | 悪狼     | 金将           | ◎              | ●         | ●         | ☆        |
| 大将棋         | 嗔猪     | 金将           | ◎              | ●         | ■         |          |
| 大将棋         | 猛牛     | 金将           | △              | △         | ×         |          |
| 大将棋         | 飛龍     | 金将           | △              | △         | ◇         | ○        |

### その他将棋類
どうぶつしょうぎでは、4種類の駒の中でひよこのみ成ることができる。その成駒はにわとりで、金将と同じ動きをする。ひよこの不成は認められている。

## 世界の将棋類の「成り」

### チェス
チェスでは、成駒に変わることを「プロモーション （昇格）」と呼び、ポーンだけが成ることができる。敵陣の最終ランクに達したポーンは、次のいずれかの駒に昇格する。
- クイーン
- ルーク
- ビショップ
- ナイト

プロモーションはチェスにおいての義務であり、昇格せずにポーンのままで居ることはできない。通常は最強の駒であるクイーンに昇格するが、戦略的にクイーン以外の駒を選択する場合もある（これをアンダープロモーションという）。詳細はプロモーションを参照。

### シャンチー・チャンギ
シャンチー及びチャンギには成って駒を裏返すことはないが、シャンチーでは河界を越えた兵（卒）はそれまでの前方1目に加え、左右にも1目動けるようになる。
チャンギには成れる駒は存在しないのが一般的なルールである。ただし、最近提案された韓国将棋協会東京支部新ローカルルールでは、兵・卒が敵陣の一番奥まで前進したと同時に、自分のそれまでに取られた駒（「士」以外）のどれかと交換することができる。

### マークルック
マークルックでは、ビア（歩兵およびポーンに相当）が敵陣の3段目に到達したら、裏返してビアガーイと呼ばれる駒に昇格する。ビアガーイの動きはメット（斜め四方に1マスずつ進める）と同じ動きになる。ビアの昇格を義務とするか、敵陣2段目までの権利とするかは開始前に決める。

### シットゥイン
シットゥインでは、敵陣の対角線上のマスに到達したネ（兵）が、シッケ（副官）に昇格できる。ただし、シッケが盤上に残っているときには昇格はできない。また、成れる場面でも昇格を放棄することはできる（不成）。成るときには盤上のネとシッケの駒を取り替える。

### チャトランガ・シャトランジ
チャトランガの四人制では、敵陣の一番奥に達したパダチ（兵）は、初期配置で同じ列にあった種類の駒に成る。例えば左から3列目のガジャ（象）のいる列のパダチは、ガジャに昇格する。
シャトランジでは、敵陣の一番奥に達したバイダーク（兵）がフィルツァーン（将）に成る。いくつでも成ることができる。チャトランガの二人制も、同じようなルールである。